# Amorphophallus dzui
Amorphophallus dzui är en kallaväxtart som beskrevs av Wilbert Leonard Anna Hetterscheid. Amorphophallus dzui ingår i släktet Amorphophallus och familjen kallaväxter. Inga underarter finns listade.